# Лех (река)
Лех (лат. Licus) je  река у Аустрији и Немачкој, десна притока Дунава, дуга 264км.

## Карактеристике
Лех извире у аустријској покрајини Форарлберг, на јужним обронцима планине Роте Ванд. Тече 12км у правцу северозапада до Тирола кроз који тече наредних 78км до Фисена где напушта Аустрију и улази у Немачку, затим тече и истом правцу кроз Баварску до ушћа у Дунав недалеко од Инголштата.
Река је посебно атрактивна код Фисена, где се спушта преко 12 м високог водопада  Лехфола, који иако није природан привлачи велики број туриста. Затим тече кроз језеро Форгензе.
У свом даљем току ка северу протиче кроз Лицау петљу, која је са резерватом природе Аугсбуршка шума, један од ретких сачуваних оргиналних битопа. Одавде је ток реке веома исправљен, део воде се одводи у канал Лех, који тече паралелно са реком на левој страни.
Лех је друга највећа река у Тиролу. Тиролска долина Леха протеже се од Форхиаха до Штига, где Лех још увек има карактер дивље реке - са великим шљунчаним обалама и мењањем корита. Нетакнута природа Леха била је разлог да се река стави под заштиту, прво је постала „Натура 2000“ подручје, а касније (2004) је такође проглашена парком природе.
Лех једна је од последњих дивљих река у Европи која је вековима фасцинирала људе. Најимпресивнија ствар о "последњем дивљаку", како га Лех назива, је и његова магична боја, која се креће од тиркизне до жутозелене боје и потиче од изузетно ниске температуре воде и високог садржаја минерала у води.
Река има слив површине 3926 км2, који се протеже по Форарлбергу, Тиролу и Баварској, и док је у Аустрији има карактер типичног планинског брзака, у Немачкој је мирна равничарска река.
Долина реке послужила је књижевници Вилхелмини вон Хилерн као инспирација за роман „Долина стрвинара”(Die Geier-Wally), који је касније послужио као либрето за оперу „Долина” (La Wally).